# Mouhotia
Mouhotia  (лат.) — род жуков-жужелиц из подсемейства скариты (триба Scaritini). Активные хищники. Длина тела 39 — 59 мм. Ареал — Юго-Восточная Азия.

## Описание
Характеризуется широкими, на конце зазубренными голенями, имеющими на внутреннем и наружном краях по вырезке и приспособленными к роющему образу жизни. Грудной щит отличается подвижностью вследствие того, что среднегрудь образует короткий стебелек. Голова большая с сильными верхними челюстями. По наружному краю переднеспинки и надкрыльев проходит относительно широкая полоска, окрашенная в красные, зеленые и сочетающие их цвета с металлическим блеском.

## Виды
- Mouhotia batesi Lewis, 1879
- Mouhotia convexa Lewis, 1883
- Mouhotia gloriosa Castelnau, 1862
  - Mouhotia gloriosa planipennis — некоторыми авторами может рассматриваться как самостоятельный вид